# 1995-ös magyar gyeplabdabajnokság
Az 1995-ös magyar gyeplabdabajnokság a hatvanötödik gyeplabdabajnokság volt. A bajnokságban hat csapat indult el, a csapatok három kört játszottak.

## Tabella
| #  | Csapat          | M  | Gy | D | V  | G+ | G- | P  |
| -- | --------------- | -- | -- | - | -- | -- | -- | -- |
| 1. | Rosco HC        | 15 | 14 | 1 | 0  | 58 | 3  | 29 |
| 2. | Építők HC       | 15 | 10 | 2 | 3  | 51 | 15 | 22 |
| 3. | Amatőr HC       | 15 | 5  | 3 | 7  | 21 | 35 | 13 |
| 4. | Budai Pedagógus | 15 | 4  | 3 | 8  | 14 | 35 | 11 |
| 5. | Építők HC II.   | 15 | 3  | 3 | 9  | 16 | 41 | 9  |
| 6. | Tabán SE        | 15 | 1  | 4 | 10 | 12 | 43 | 6  |

* M: Mérkőzés Gy: Győzelem D: Döntetlen V: Vereség G+: Ütött gól G-: Kapott gól P: Pont